# NGC 6410
NGC 6410 est une paire d'étoiles située dans la constellation du Dragon. L'astronome américain Lewis Swift a enregistré la position de cette paire le 2 mai 1887.